# Melaleuca capitata
Melaleuca capitata är en myrtenväxtart som beskrevs av Edwin Cheel. Melaleuca capitata ingår i släktet Melaleuca och familjen myrtenväxter.
Artens utbredningsområde är New South Wales. Inga underarter finns listade i Catalogue of Life.